# Harry Chichester (2e baron Templemore)
Harry Spencer Chichester (14 juin 1821 - 10 juin 1906) est un pair anglo-irlandais.

## Biographie
Il est le fils aîné d'Arthur Chichester (1er baron Templemore) et de Lady Augusta Paget, fille du maréchal Henry Paget, 1er marquis d'Anglesey. Il fait ses études au Collège d'Eton et à Christ Church, à Oxford. Il accède à la baronnie à la mort de son père le 26 septembre 1837 .
Au cours de son service militaire, il obtient le grade de colonel honoraire du 3e bataillon du Royal Irish Regiment. Il sert comme lieutenant adjoint du comté de Wexford et est également juge de paix pour ce comté .

## Vie privée
Il épouse d'abord sa cousine, Laura Caroline Jane Paget, fille de Sir Arthur Paget et de Lady Augusta Fane, le 3 août 1842. Elle est la cousine germaine de sa mère Augusta, la baronne Templemore. Ils ont deux enfants: Arthur Henry Chichester, 3e baron Templemore et l'honorable Flora Augusta Chichester (1856–1874), décédée célibataire. Dans les années 1850, ils vivent au 2 Upper Brook Street, Mayfair .
Après la mort de sa première femme en décembre 1871, il épouse Lady Victoria Elizabeth Ashley, fille d'Anthony Ashley-Cooper (7e comte de Shaftesbury) et de Lady Emily Caroline Catherine Frances Cowper, le 8 janvier 1873 à St George's, Hanover Square, Londres . Ils ont une fille, l'honorable Hilda Caroline Chichester (1875–1961), épouse de Sir Victor George Corkran.
Lord Templemore est mort en juin 1906, âgé de 84 ans, et est remplacé par son fils unique, Arthur. Lady Templemore est décédée en février 1927 .